# NGC 1646
NGC 1646 este o galaxie situată în constelația Eridanul. A fost descoperită în 30 ianuarie 1786 de către William Herschel. Se află la o distanță de 65,43 de megaparseci de Pământ.